# 1 май
1 май е 121-вият ден в годината според григорианския календар (122-ри през високосна). Остават 244 дни до края на годината.

## Събития
- 1707 г. – Кралство Англия и Кралство Шотландия се обединяват под името Кралство Великобритания.
- 1776 г. – Създадено е тайното общество на илюминатите от философа Адам Вайсхаупт.
- 1786 г. – Състои се премиерата на операта Сватбата на Фигаро от Волфганг Амадеус Моцарт във Виена.
- 1851 г. – Провежда се първото световно изложение, което е открито от кралица Виктория.
- 1869 г. – Васил Левски започва втората си обиколка из България, по време на която създава революционни комитети.
- 1860 г. – Открита е жп гарата в Йол по линията Корк – Йол.
- 1873 г. – Излиза първият брой на вестник „Будилник“, редактор на който е Христо Ботев.

- 1884 г. – Публикувана е прокламация с искане за осемчасов работен ден в САЩ.
- 1931 г. – В Ню Йорк е открит 102-етажният Емпайър Стейт Билдинг.
- 1941 г. – Състои се премиерата на американския драматичен филм Гражданинът Кейн.
- 1948 г. – Образувана е Северна Корея, а Ким Ир Сен става първият ѝ президент.
- 1960 г. – Студената война: СССР сваля американски разузнавателен самолет над своя територия и задържа пилота Гари Пауърс.
- 1966 г. – Враца и с. Згориград са залети от хвостохранилището на мини „Плакалница“: 500 жертви, 2000 ранени.
- 1978 г. – Японецът Наоми Уемура става първият човек, достигнал сам Северния полюс.
- 1982 г. – Започват масови манифестации на полските работници срещу режима, които продължават три дена във Варшава, Гданск, Шчечин, Краков и други градове на страната. При сблъсъци със силите на реда са ранени над 1500 демонстранти, над 600 са арестувани.
- 1982 г. – Фолкландската война: В хода на войната между Аржентина и Великобритания Кралските военновъздушни сили атакуват позиции на аржентинската армия на Фолкландските острови.
- 1986 г. – 5 дни след Чернобилската авария съветската информационна агенция ТАСС съобщава официално за катастрофата.
- 2003 г. – Война в Ирак (2003): На борда на самолетоносача USS Abraham Lincoln американският президент Джордж Буш обявява края на мащабните военни действия в Ирак.
- 2004 г. – Естония, Кипър, Латвия, Литва, Малта, Полша, Словакия, Словения, Унгария и Чехия се присъединяват към Европейския съюз.
- 2009 г. – Еднополовият брак е узаконен в Швеция.
- 2011 г. – Президентът на САЩ Барак Обама обявява в официално обръщение от Белия дом, че Осама бин Ладен е убит в Пакистан.
- 2020 г. – Доказано е съществуването на алотропна форма на азота с кристална решетка, наподобяваща тази на черния фосфор.[1]

## Родени
- 1218 г. – Рудолф I, крал на ромеите († 1291 г.)
- 1672 г. – Джоузеф Адисън, британски писател († 1719 г.)
- 1852 г. – Сантяго Рамон и Кахал, испански учен, Нобелов лауреат († 1934 г.)
- 1859 г. – Никола Рибаров, български военен деец († 1927 г.)
- 1866 г. – Борис Пожаров, български актьор († 1942 г.)
- 1866 г. – Цветан Крачунов († 1932 г.), български търговец и лихвар, политик, кмет на Ески Джумая / Търговище (1924 – 1925)[2]
- 1872 г. – Хюго Алфвен, шведски композитор († 1960 г.)
- 1872 г. – Иван Андрейчин, български поет, белетрист, драматург, преводач и критик († 1934 г.)
- 1880 г. – Васил Ив. Стоянов, български детски поет († 1962 г.)
- 1881 г. – Пиер Теяр дьо Шарден, френски палеонтолог и теолог († 1955 г.)
- 1885 г. – Екатерина Ненчева, българска поетеса († 1920 г.)
- 1887 г. – Темелко Ненков, деец на БКП († 1925 г.)
- 1891 г. – Йордан Мечкаров, български журналист († 1954 г.)
- 1897 г. – Райна Касабова, българска медицинска сестра († 1969 г.)
- 1905 г. – Стою Костов Маринов – общественик, деец на кооперативното движение, деец на БКП († 1976 г.)
- 1917 г. – Даниел Дарийо, френска актриса († 2017 г.)
- 1923 г. – Джоузеф Хелър, американски писател († 1999 г.)
- 1923 г. – Юри Буков, български пианист († 2006 г.)
- 1925 г. – Скот Карпентър, американски астронавт († 2013 г.)
- 1927 г. – Валтер Цеман, австрийски футболист († 1991 г.)
- 1929 г. – Ралф Дарендорф, германско-британски политик († 2009 г.)
- 1930 г. – Литъл Уолтър, американски музикант († 1968 г.)
- 1933 г. – Васил Арнаудов, български хоров диригент и музикален педагог († 1991 г.)
- 1933 г. – Геласий, български духовник († 2004 г.)
- 1933 г. – Уве Гресман, немски поет и белетрист († 1969 г.)
- 1942 г. – Иван Дервишев, български актьор († 2012 г.)
- 1942 г. – Станчо Бончев, български футболист († 2013 г.)
- 1948 г. – Тери Гудкайнд, американски фентъзи писател († 2020 г.)
- 1949 г. – Пол Тътъл-старши, производител и дизайнер на мотоциклети
- 1955 г. – Стефан, глава на МПЦ
- 1957 г. – Мая Нешкова, българска певица
- 1959 г. – Чавдар Монов, български актьор и режисьор
- 1961 г. – Мариана Сендова, български физик
- 1968 г. – Оливер Бирхоф, германски футболист
- 1971 г. – Калоян Чакъров, български футболист
- 1973 г. – Оливер Ньовил, германски футболист
- 1975 г. – Марк-Вивиан Фое, камерунски футболист
- 1981 г. – Александър Хлеб, беларуски футболист
- 1985 г. – Адриан Олегов, български футболист
- 1987 г. – Сашко Пандев, македонски футболист
- 1987 г. – Тезджан Наимова, българска лекоатлетка

## Починали
- 408 г. – Аркадий, император на Източната Римска империя (* 337 г./338)
- 1277 г. – Стефан Урош I, сръбски крал (* ок. 1217 г.)
- 1555 г. – Марцел II, римски папа (* 1501 г.)
- 1572 г. – Пий V, римски папа (* 1504 г.)
- 1694 г. – Мария Елизабета Лемерихт, майка на Йохан Себастиан Бах (* 1644 г.)
- 1873 г. – Дейвид Ливингстън, шотландски изследовател (* 1813 г.)
- 1904 г. – Антонин Дворжак, чешки композитор (* 1841 г.)
- 1905 г. – Стою Костов Маринов – общественик, деец на кооперативното движение, комунист (* 1976)
- 1912 г. – Васил Диамандиев, български общественик и революционер (* ок. 1840)
- 1925 г. – Герасим Михайлов, български комунист (* 1878 г.)
- 1932 г. – Георги Иванов, български генерал (* 1858 г.)
- 1945 г. – Йозеф Гьобелс, нацистки министър на пропагандата (* 1897 г.)
- 1952 г. – Владимир Поптомов, български политик (* 1890 г.)
- 1954 г. – Йордан Мечкаров, български журналист (* 1891 г.)
- 1963 г. – Стефан Младенов, български езиковед и диалектолог (* 1880 г.)
- 1966 г. – Кирил Попов, български математик (* 1880 г.)
- 1978 г. – Арам Хачатурян, арменски композитор (* 1903 г.)
- 1993 г. – Пиер Береговоа, министър-председател на Франция (* 1925 г.)
- 1994 г. – Аертон Сена, бразилски автомобилен състезател (* 1960 г.)
- 2003 г. – Златка Измирлиева, български математик и педагог (* 1922 г.)
- 2007 г. – Захари Медникаров, български хоров диригент (* 1924 г.)
- 2010 г. – Хелън Уогнър, американска актриса (* 1918 г.)
- 2011 г. – Иван Славков, български спортен деятел (* 1940 г.)

## Празници
- Международен ден на самоеда
- Международен Ден на труда и на международната работническа солидарност
- България – Празник на Конфедерацията на независимите синдикати
- България – Празник на градовете Първомай и Суворово, и на селата Първомай, Дъбова Махала, Сливовик, Цонево
- България – Празник на в. „Дума“ и на левия печат в България
- Германия, Финландия, Източна Франция, Чехословакия, Румъния, Словакия, Швеция и др. – Валпургиева нощ – езически празник, свързван с Шабаша на вещиците, символ на края на зимата, засаждането на майско дърво и запалването на големи огньове. Описана е в драмата Фауст на Гьоте и в други литературни призведения.
- Ирландия и Шотландия – Белтейн – Празник на магьосниците и Празник на огньовете
- Китай и Тайван – празник на морската богиня Мазу, майка на предците
- Маршалови острови – Ден на независимостта (от САЩ, реално от 21 октомври 1986 г.) и Ден на конституцията (1979 г., национален празник)
- Хавай – Празник на гирляндите

## Римски празници
- Празник на богинята Бона Деа
- Ден на Ларите